# Dzieci Sancheza (film)
Dzieci Sancheza, Sanchez i jego dzieci – amerykańsko-meksykański film fabularny z 1978 roku w reżyserii Halla Bartletta. Zdjęcia do filmu nakręcono w  Meksyku, Ocotlán i Tepeyanco. Film powstał w oparciu o książkę Oscara Lewisa o tym samym tytule

## Fabuła
Jesus Sanchez, owdowiały farmer, stara opiekować się swoją rodziną w Meksyku. Mężczyzna ciężko pracuje i ma poczucie, że poprzez wspomaganie swojej rodziny finansowo, spełnia dla niej obowiązki. Jego konflikt z córką, Consuelo, ciągnie się przez cały film, ponieważ nie zamierza ona być posłuszną córeczką. Dziewczyna udaje się po radę do babci, jedynej osoby, którą jej ojciec szanuje.

## Obsada
- Anthony Quinn jako Jesús Sánchez
- Lupita Ferrer jako Consuelo Sánchez
- Dolores del Río jako babcia Paquita
- Katy Jurado jako Chata
- Stathis Giallelis jako Roberto Sánchez
- Sergio Calderón jako Alberto

i inni

## Nagrody i nominacje
Złote Globy 1979:
- nominacja w kategorii Najlepsza muzyka